# Лебяжий заказник (Ленинградская область)
Лебя́жий заказник — государственный природный комплексный заказник регионального значения, находящийся на южном побережье Финского залива на территории Лебяженского городского поселения Ломоносовского района Ленинградской области.
Образован 26 февраля 1979 года. В 1994 году Лебяжий заказник получил дополнительный статус водно-болотного угодья международного значения, охраняемого Рамсарской конвенцией.
Площадь водно-болотного угодья 6400 га. Заказник считается эталоном приморских ландшафтов южного берега Финского залива, здесь самое высокое разнообразие растений, птиц и животных, какое можно встретить в Ленинградской области, почти 200 из них занесены в Красную книгу.

## Общие сведения
Заказник расположен в границах:
- на севере: южный берег Финского залива с двухкилометровой водной полосой от устья реки Коваши до устья реки Чёрной;
- на востоке: река Черная речка (в поселке Большая Ижора);
- на юге: по шоссейной дороге от реки Чёрная Речка в посёлке Большая Ижора до реки Коваши в городе Сосновый Бор;
- на западе: Коваши.

Надзор за соблюдением режима заказника осуществляется егерями (2 человека).
Вся береговая зона заказника заселена и застроена, вдоль берега проходит шоссе. В акватории преобладают глубины 1—3 м. Имеется большое количество надводных и подводных валунов, каменистых и песчаных гряд. На берегу Финского залива произрастают редкие виды растений: лядвенец Рупрехта, ситник балтийский, млечник приморский. На границе болот (Ярвенсуо) встречается редкий вид — дёрен шведский. Для болот характерна восковница обыкновенная (популяция которой в данном месте является одной из самых больших в Ленинградской области).
Особую ценность территория представляет как место стоянок на весеннем пролёте водоплавающих птиц. Среди них наиболее многочисленны: лебеди кликун и тундряной (10—20 тысяч), речные и нырковые утки (100 тыс.), чайки (200 тыс.).
В период весенней миграции на территории водно-болотного угодья отмечено 17 видов птиц, занесённых в Красную книгу России:
- чернозобая гагара
- лебедь-кликун
- тундряной лебедь
- серый гусь
- пискулька
- свиязь
- турпан
- луток
- скопа
- орлан-белохвост
- полевой лунь
- луговой лунь
- коростель
- кулик-сорока
- дупель
- большой веретенник
- клинтух

## Климат
Умеренный, морской. Средняя температура июля +15 °C, января −5 °C. Погода определяется вторжениями атлантических циклонов, что имеет место около 200 дней в году. Годовое количество осадков — примерно 700 мм. Снежный покров лежит в среднем 120 дней, его мощность — 40 см. Почвы слабо дерновые и среднеподзолистые.

## Режим охраны
Разрешаются:
1. сбор ягод и грибов
2. рыбная ловля вне мест массовых стоянок и гнездования птиц
3. санитарные рубки леса
4. научно-исследовательские работы

Запрещаются:
1. Все виды охоты
2. Рыбная ловля в период от вскрытия до 25 мая и с 15 сентября до ледостава;
3. Туризм в местах массового гнездования птиц
4. Движение по акватории водно-болотного угодья (Финский залив) в период скоплений водоплавающих птиц (весной — от момента вскрытия водоема до 25 мая, осенью — с 15 сентября по 31 октября)
5. Посещение тростниковых крепей в период гнездования водоплавающих птиц (с 20 апреля по 15 июля)
6. Распашка новых земель
7. Разведка и разработка карьеров и забор песка на прибрежных пляжах
8. Отвод новых участков земель под строительство
9. Проведение мелиоративных работ
10. Химическая обработка лесов
11. Хранение и применение ядохимикатов

## Угрозы

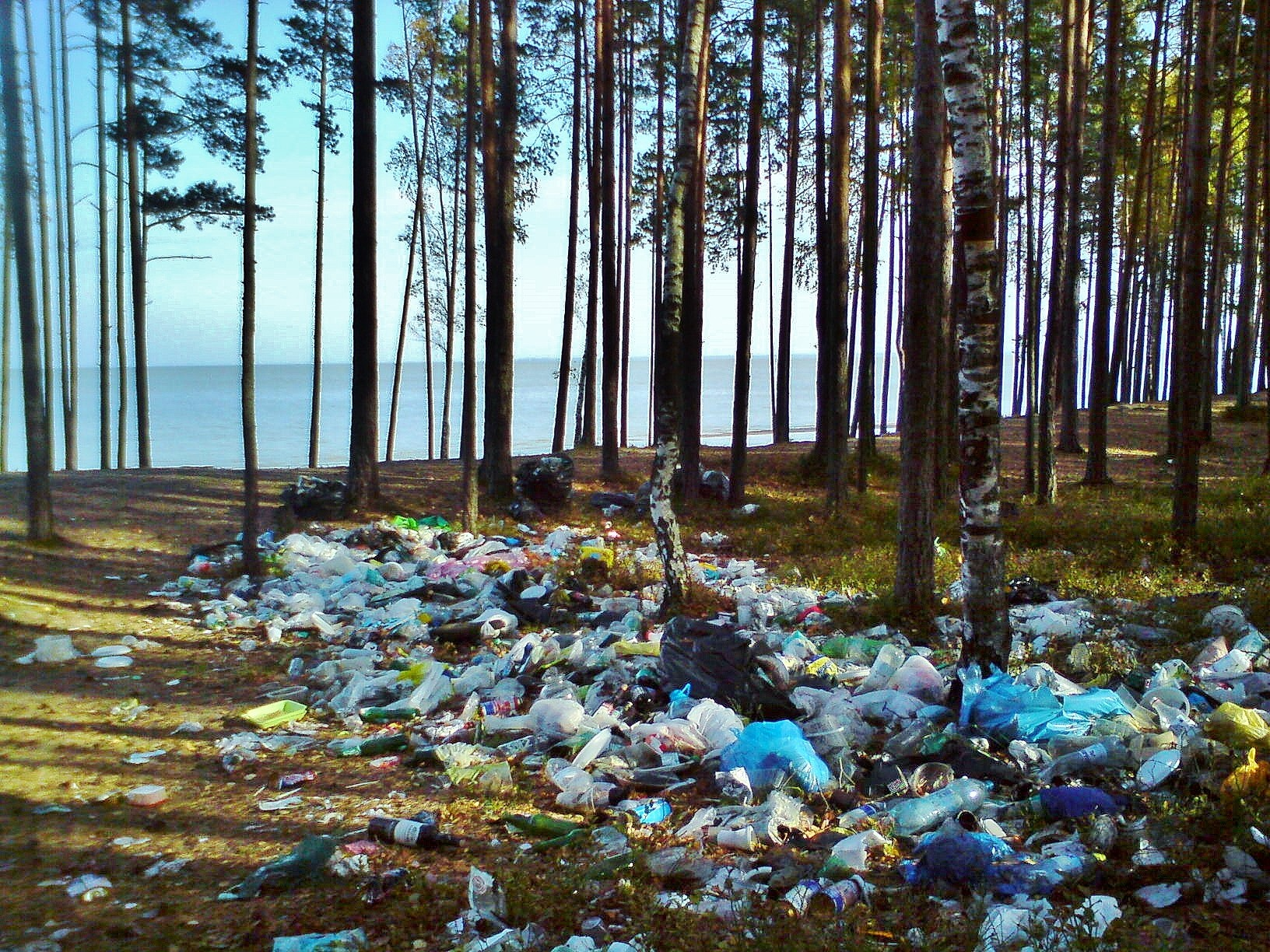
Мусор, оставленный отдыхающими в заказнике, октябрь 2014 г.

Наличие на территории угодья нескольких населенных пунктов:
- посёлок Большая Ижора
- посёлок Лебяжье
- деревня Борки
- посёлок Красная Горка
- садоводство Красногорские покосы
- деревня Чёрная Лахта

Из-за работ по углублению фарватера и увеличения судоходства гибнут водоплавающие птицы, все чаще попадаются погибшие от загрязнения воды серые тюлени и кольчатая нерпа.
Проблемой заказника также является замусоривание территории отдыхающими.

## Галерея

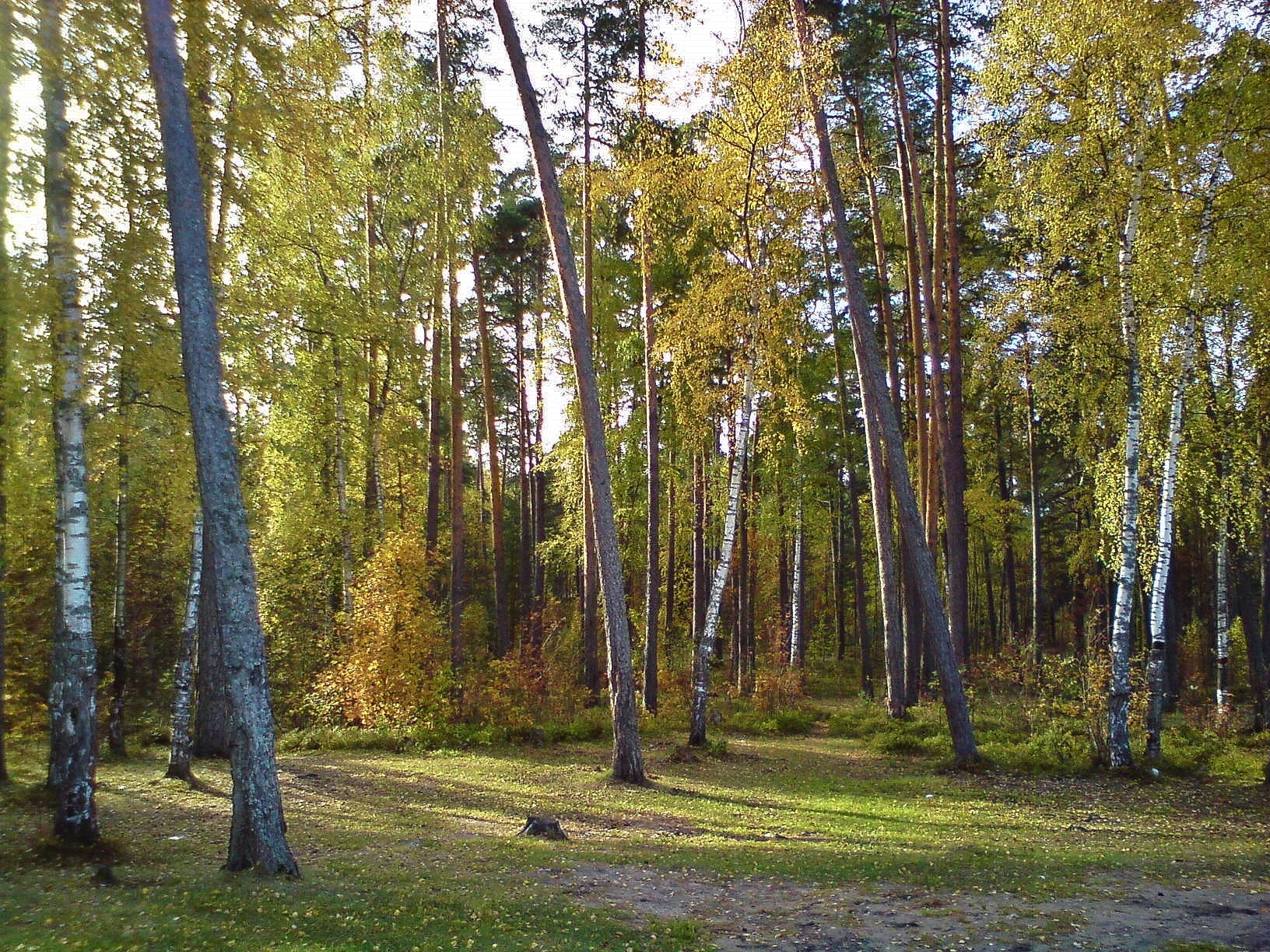
В парке заказника
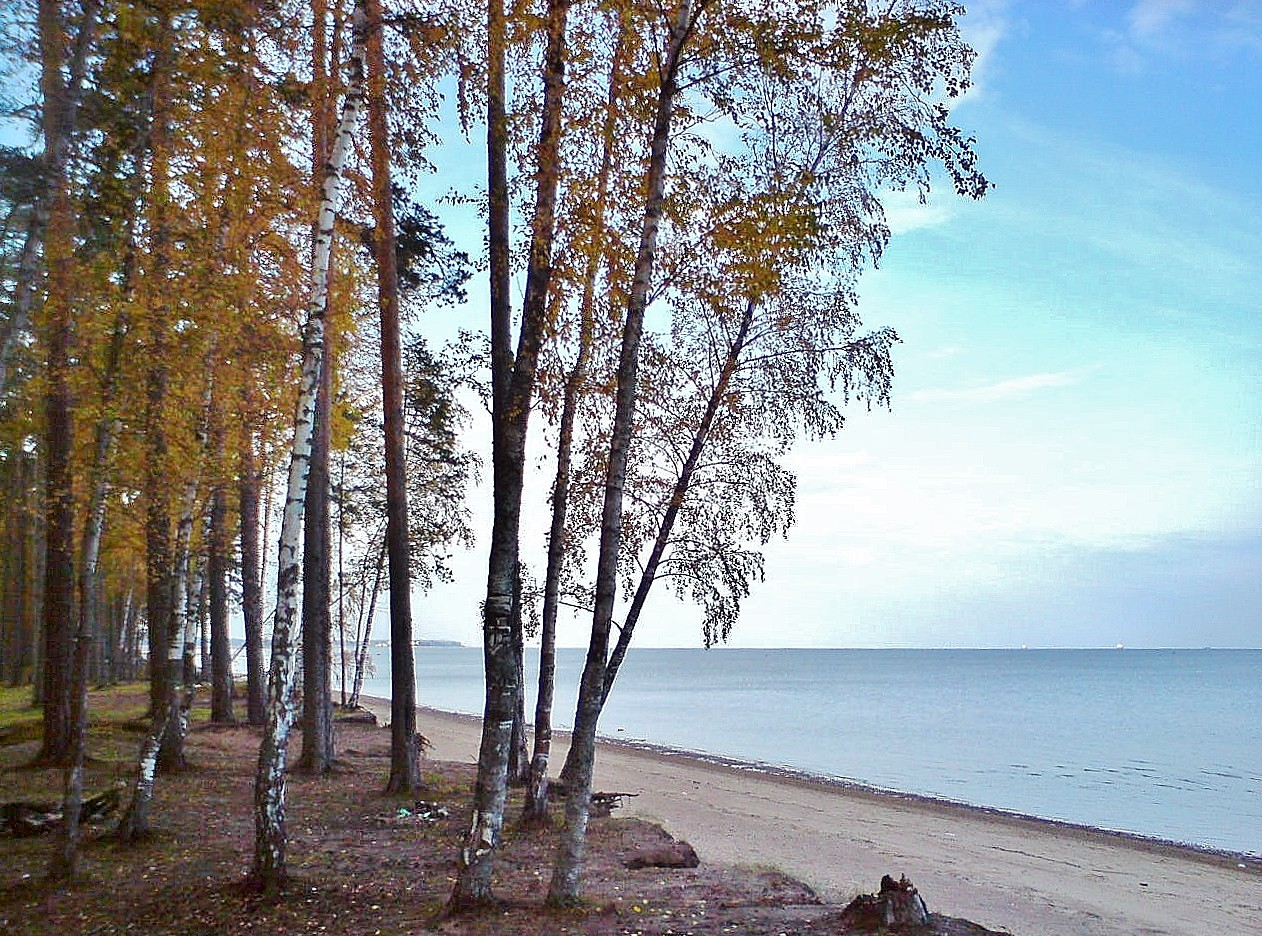
Вид из заказника на Финский залив
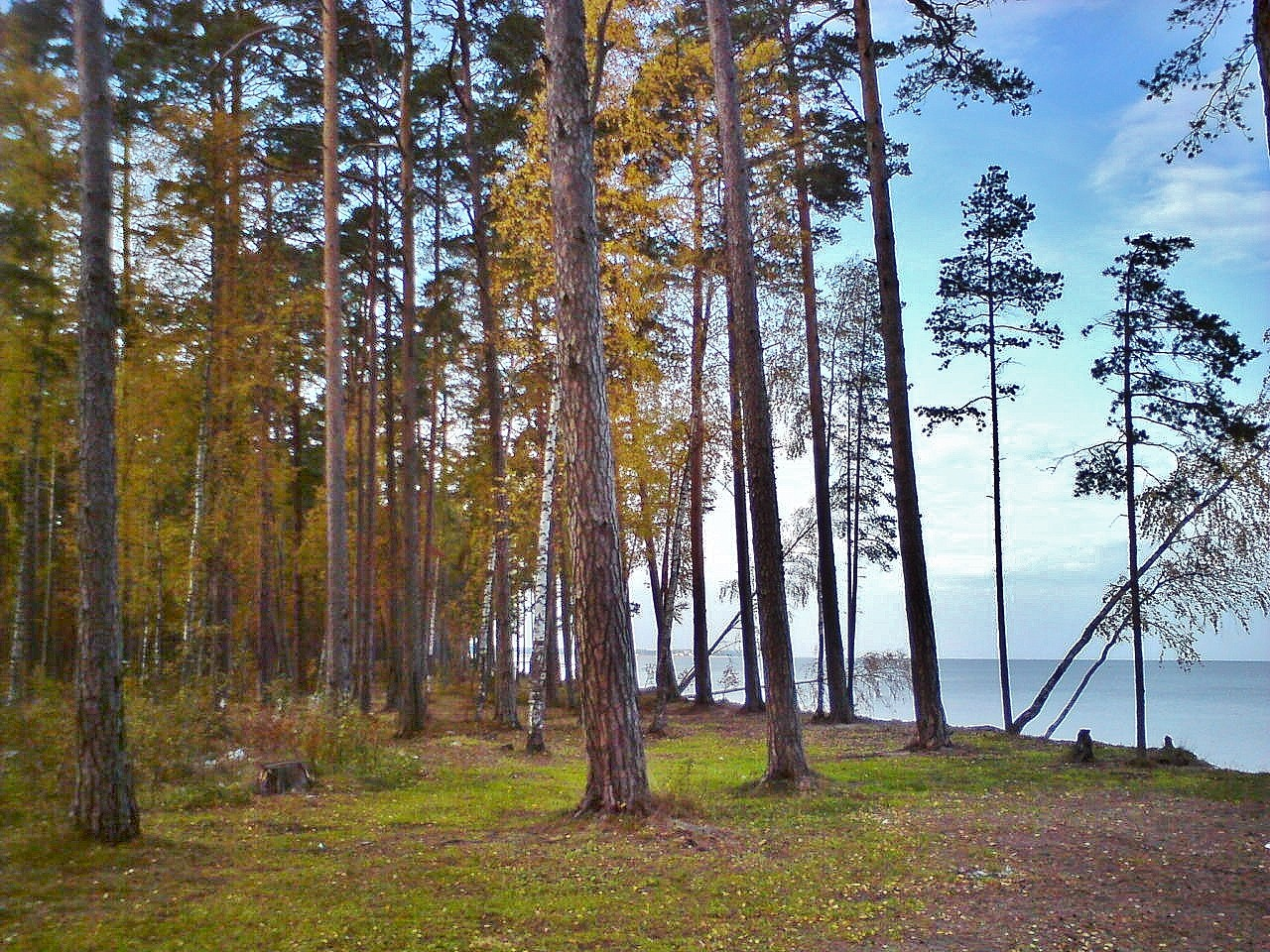
Деревья у побережья
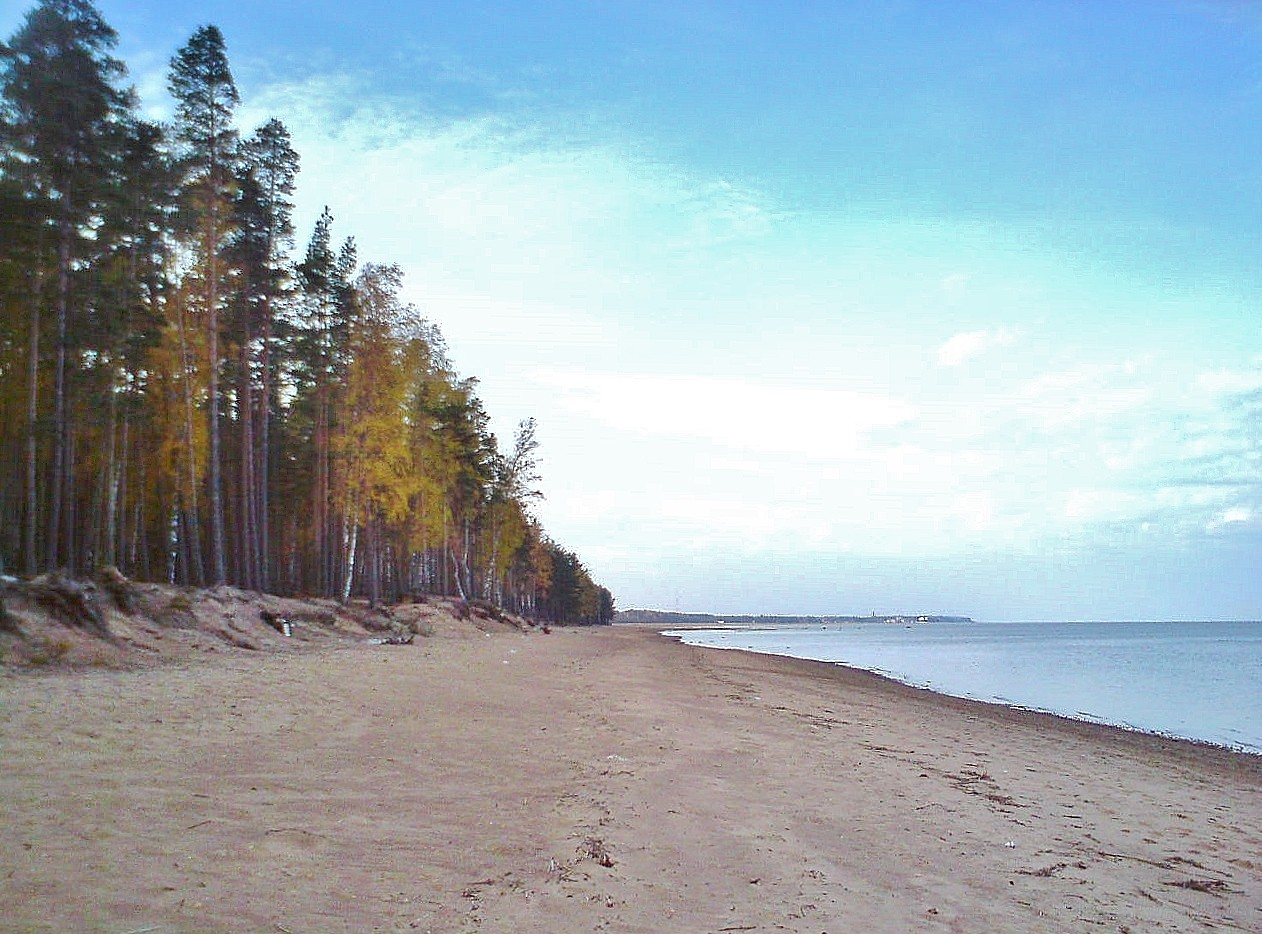
Побережье Финского залива вдоль заказника